# تشاك أراغون
تشاك أراغون (بالإنجليزية: Chuck Aragon)‏ هو منافس ألعاب قوى أمريكي، ولد في 29 مارس 1959 في لوس لوناس في الولايات المتحدة.

## وصلات خارجية
- تشاك أراغون على موقع الاتحاد الدولي لألعاب القوى (الإنجليزية)